# Enkolpion

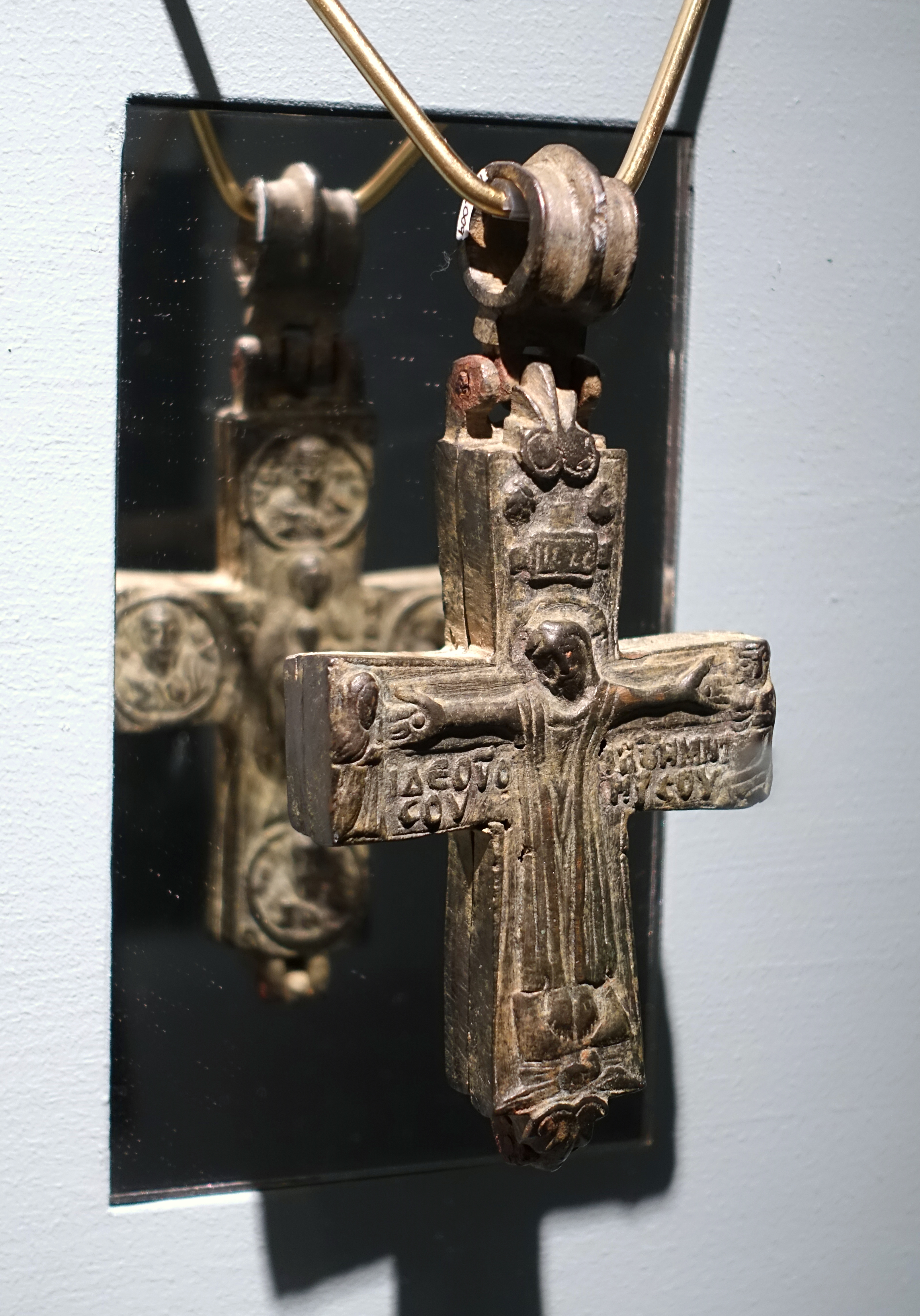
Kruisvormig enkolpion uit het Byzantijnse Rijk, 9e-10e eeuw

Een enkolpion, ook geschreven als encolpion of engolpion (van Grieks: ἐν κόλπος (enkólpion) „op de borst“), ook wel monile (van Latijn: „halssieraad“) genoemd, is een reliekhouder die als hanger aan een ketting op de borst wordt gedragen. Het meestal van kostbare materialen gemaakte voorwerp kan de vorm hebben van een rond of rechthoekig doosje, een medaillon of een crucifix, en bevat relieken van heiligen, soms relikwieën van het Heilig Kruis. Hoewel van oorsprong Byzantijns, zijn ze door toedoen van kruisvaarders en pelgrims vanaf de middeleeuwen ook in West-Europa bekend.
Aangezien een enkolpion bedoeld is om relieken in te bewaren, is het voorwerp vrijwel altijd vervaardigd van edele metalen (goud of zilver), soms ook van glas of kristal, meestal versierd met edelstenen, emaille, niëllo, filigraanwerk en andere kostbare materialen en technieken. Vaak is er een icoon op het deksel afgebeeld. Sommige enkolpia hebben de vorm van een triptiekje.

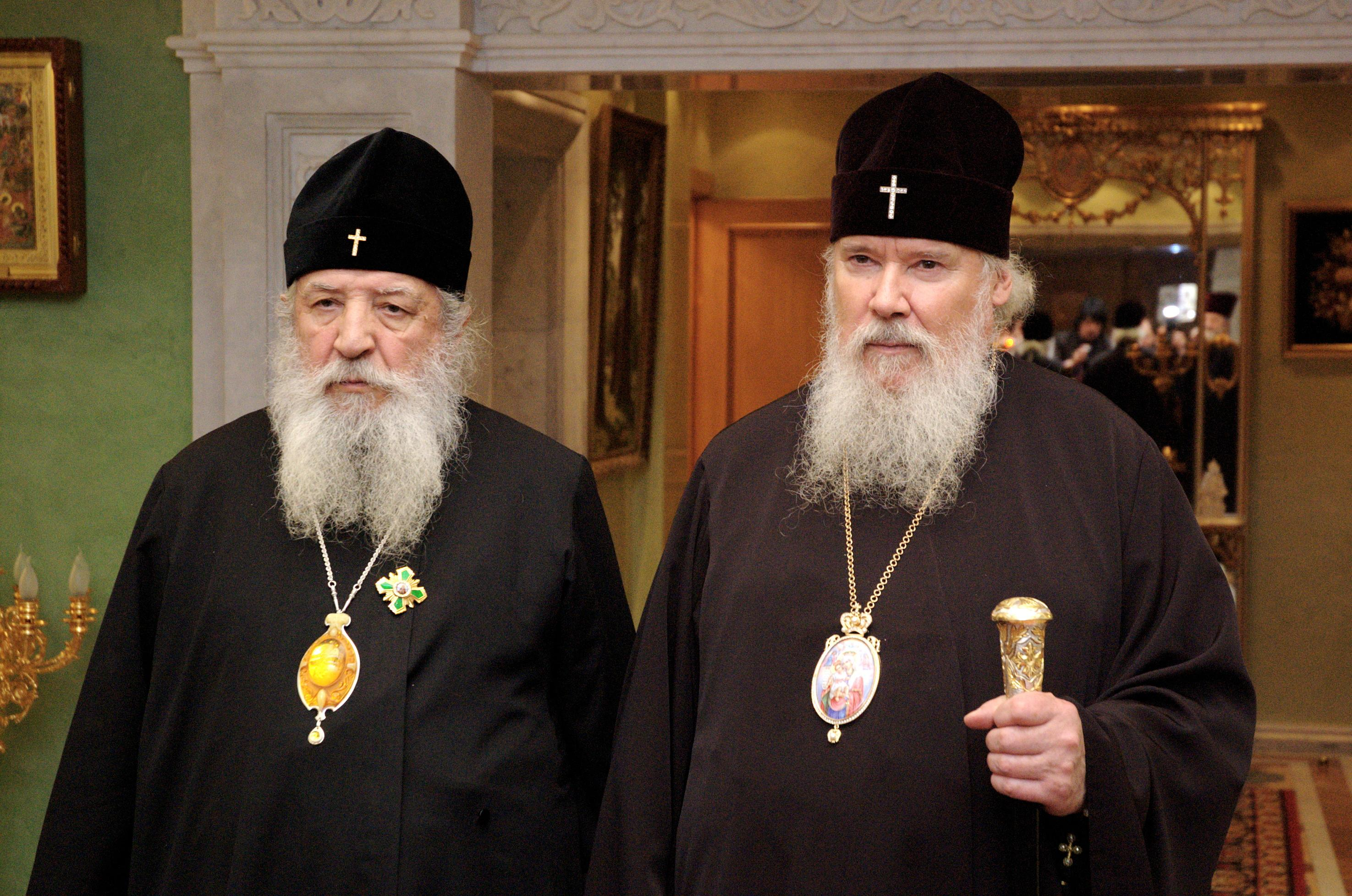
Metropolitaan Laurus en patriarch Aleksi II van Moskou met enkolpia

Enkolpia ontstonden als een christelijke reactie op het heidense gebruik om amuletten te dragen ter afwering van het kwaad. In de middeleeuwen werden ze in groten getale geproduceerd in Constantinopel (tegenwoordig Istanboel). De vele relikwieën van het Heilig Kruis die zich daar bevonden, zouden na de Heilig Kruisvinding door Helena van Constantinopel vanuit Jeruzalem daar naar toe zijn overgebracht. Er ontstonden meerdere types reliekhouders: tabletvormige en kruisvormige staurotheken, bedoeld voor de eredienst, maar ook kleinere houders, zoals theca's (handreliekhouders) en enkolpia, bedoeld voor privégebruik. Bisschoppen van de Oosters-orthodoxe kerken dragen nog altijd een enkolpion, soms twee, aan een lange gouden ketting rond hun nek. Het heeft een functie die vergelijkbaar is met het borstkruis (pectorale) in de westerse kerken.
In de Schatkamer van de Onze-Lieve-Vrouwebasiliek in Maastricht bevindt zich een zilveren Maria-enkolpion met aan de ene kant een voorstelling van Maria in email cloisonné en aan de andere kant een reliëf van de Annunciatie. Het Byzantijnse kunstvoorwerp kwam waarschijnlijk in de tweede helft van de 11e eeuw in Constantinopel tot stand, en werd mogelijk na de plundering van Constantinopel in 1204 door een kruisvaarder meegenomen en aan de Maastrichtse Mariakerk geschonken, waarschijnlijk samen met het Vaticaans patriarchaalkruis en het 'kruisje van Constantijn'. Dat laatste was een kruisvormig enkolpion met relikwieën van het Heilig Kruis. Het bevindt zich sinds 1838 in de schatkamer van de Sint-Pietersbasiliek in Rome. Een ander enkolpion in Maastricht was de zogenaamde 'monile van Sint-Servaas' in de Schatkamer van de Sint-Servaasbasiliek, waarschijnlijk eveneens 11e-eeuws, dat in de woelingen van de Franse Tijd verloren is gegaan.
Een beroemd enkolpion is de zogenaamde 'Talisman van Karel de Grote' in de schatkamer van het Paleis van Tau in Reims. De zeer kostbaar uitgevoerde hanger uit de Karolingische tijd bevat een glazen kern, waarachter zich twee partikels van het Heilig Kruis bevinden. Deze vervingen in de 19e eeuw het oorspronkelijke relikwie: de haren van Maria. Alcuinus (735-804), de voornaamste theoloog uit de tijd van Karel de Grote, schreef in een brief aan aartsbisschop Æthelhard van Canterbury, dat hij de gewoonte om relieken om de nek te dragen probeerde te stoppen, aangezien het "beter is om het voorbeeld van de heiligen na te volgen, dan om hun gebeente in kleine zakjes rond te dragen, hetgeen farizeeisch bijgeloof is".